# Cyclophora microps
Cyclophora microps là một loài bướm đêm trong họ Geometridae.